# 송준길 서첩-민기묘표, 신도비명
송준길 서첩-민기묘표, 신도비명(宋浚吉書帖-閔機墓表․神道碑銘)은 대한민국 경기도 수원시 영통구에 있는 조선시대 송준길의 서첩이다. 2018년 4월 30일 경기도의 유형문화재 제327호로 지정되었다.

## 지정사유
민기(閔機,1568∼1641)의 묘표와 신도비를 세우기 위해 송준길이 대․중․소자 해서로 쓴 원고 초본이다. 송준길 필적의 기준작이면서 특히 한석봉체와 안진경체가 조선적으로 잘 해석된 해서로 문화재적 가치를 보유하고 있다.

## 참고 자료
- 송준길 서첩-민기묘표, 신도비명 - 국가유산청 국가유산포털